# Bye Bye (Album)
Bye Bye (Engl. für „Auf Wiedersehen“) ist das zweite Studioalbum der NDW-Band Trio. Es wurde im August 1983 veröffentlicht. In Nordamerika erschien das Album unter dem Titel Trio and Error.

## Hintergrund
Nachdem Trio Mitte 1982 mit ihrem Hit Da da da weltweiten Erfolg gefeiert hatten, war es vonnöten, bald ein zweites Album zu veröffentlichen. Zahlreiche TV-Termine hielten die Gruppe jedoch von der Studioarbeit ab, und es wurde lediglich im Oktober 1982 die Single Anna – Lassmichrein Lassmichraus veröffentlicht, der dann erst im Mai 1983 die erfolgreiche Single Bum Bum folgte. Anfang 1983 verließen Trio ihr gemeinsames Haus in Großenkneten, da ihnen aufgrund des gestiegenen Medien- und Fanrummels eine geeignete kreative Umgebung nicht mehr gegeben war. Die drei zogen samt eigenem Studio in ein Haus in den Schweizer Bergen, wo sie neue Songs probten. Die beiden bereits veröffentlichten Singles erschienen letztendlich auf dem Album in alternativen Versionen bzw. Aufnahmen.
Die Aufnahmen zum neuen Album fanden fast vollständig im Studio der Band Can in Weilerswist statt. Jaki Liebezeit und Holger Czukay von Can beteiligten sich auch an einem Lied auf dem Album (W. W. W.).
Den kompromisslosen Minimalismus, den Trio noch auf ihrem ersten Album präsentiert hatten, konnten und wollten sie nicht wiederholen. Daher sind fast alle Lieder auf Bye Bye nicht nur auf Schlagzeug, Gitarre und Gesang reduziert. In fast allen Titeln war nun ein Bass zu hören, der von Klaus Voormann gespielt wurde, der auch das Album produzierte.
Weitere Aufnahmen fanden zu Weihnachten 1982 in den USA statt, wo sie das Weihnachtslied Turaluraluralu – Ich mach BuBu was machst du aufnahmen. Alle Titel, die aus dem Album als Single ausgekoppelt wurden, wurden auch in englischer Sprache produziert. Aus Herz ist Trumpf (Dann rufst du an …) wurde Hearts Are Trump, Bum Bum wurde zu Boom Boom, Turaluraluralu – Ich mach BuBu was machst du wurde zu Tooralooralooraloo – Is It Old & Is It New und Anna – Lassmichrein Lassmichraus heißt Anna – Letmein Letmeout. Ein weiteres Lied (Out in the Streets) wurde mit gesprochenen englischen Untertiteln versehen.

## Gestaltung

### LP-Versionen
Das Album erschien im August 1983 weltweit in verschiedenen Fassungen. In Deutschland wurde das Album unter dem Namen Bye Bye mit fast weißem Cover, das in acht Felder unterteilt war, veröffentlicht. Die erste Auflage zeigt in zwei der acht Felder Werbung für die Motorradhelm-Firma Uvex. Laut Hinweis auf dem Album konnte jedermann weitere Anzeigen (zum Preis von 10.000 DM pro Anzeige und Auflage) auf dem Cover veröffentlichen. Die zweite Auflage des Albums war allerdings komplett weiß, da es rechtliche Unsicherheiten gab. Ab der dritten Auflage füllte sich das Album mehr und mehr mit Anzeigen, bis das Cover Anfang 1984 vollständig mit Anzeigen befüllt war, unter anderem auch mit Klein- und Kontaktanzeigen. Insgesamt wurden fünf Auflagen veröffentlicht. Die Werbeeinnahmen wurden an Greenpeace gespendet.
In den USA und in Kanada erschien das Album mit einem komplett anderen Cover und unter dem Titel Trio and Error. Die US-Version beinhaltete zusätzlich das Lied Da Da Da. In Kanada war es bereits auf einer früheren Trio-Platte zu hören.
Im sonstigen Ausland erschien das Album zwar auch unter dem Namen Bye Bye, aber mit einem Trio-Foto auf dem Cover. Das Album erschien in fast allen europäischen Ländern, aber auch in Südamerika, Afrika, Australien und Japan.

### CD-Fassung
Die CD-Version des Albums erschien erst 1986 und zeigt das Cover der dritten Auflage. Analog zu späteren Auflagen der LP fehlt das StückTutti Frutti, das durch Boom Boom ersetzt wurde. Die CD wurde seitdem nicht mehr neu aufgelegt und gilt als Rarität.

## Titelliste

### Deutsche Erstauflage
A-Seite
1. Drei Mann im Doppelbett
2. Ich lieb den Rock ’n’ Roll
3. Bye Bye
4. Out in the Streets
5. Tutti Frutti
6. Turaluraluralu – Ich mach BuBu was machst du

B-Seite
1. Immer noch einmal
2. Wake Up
3. Herz ist Trumpf (Dann rufst du an …)
4. Girl Girl Girl
5. W. W. W.
6. Anna – Lassmichrein Lassmichraus

### Internationale Version
A-Seite
1. Hearts Are Trump 3:31
2. Boom Boom 3:22
3. Da Da Da I Don’t Love You You Don’t Love Me Aha Aha Aha 3:29
4. Girl Girl Girl 3:28
5. W.W.W. 3:49
6. Anna – Letmeinletmeout 3:29

B-Seite
1. Drei Mann im Doppelbett 3:34
2. Ich lieb den Rock’n’Roll 2:05
3. Bye Bye 3:12
4. Out In The Streets 3:51
5. Tutti Frutti 1:56
6. Tooralooralooraloo – Is It Old & Is It New 3:52

### Trio and Error
A-Seite
1. Boom Boom 3:25
2. Hearts Are Trump 3:31
3. Out in the Streets 3:53
4. Bye Bye 3:11

In den USA und Kanada erschien Bye Bye unter dem Titel Trio and Error

5. Anna – Letmeinletmeout (Long Version) 3:26

B-Seite
1. Drei Mann im Doppelbett 3:35
2. Da Da Da I Don’t Love You – You Don’t Love Me Aha Aha Aha 3:24
3. Tutti Frutti 1:57
4. Ich lieb den Rock ’n’ Roll 2:02
5. Tooralooralooraloo – Is It Old & Is It New 3:58
6. W. W. W. 3:42

## Kritik
Rolling Stone (USA):

„Diese Jungs sind abenteuerlicher und gewagter als die meisten Minimalisten, und ihr musikalisches Spektrum reicht über das gesamte Spektrum der Rockmusik – und darüber hinaus auf der Suche nach coolen Sounds. So grüßt ‚Boom Boom‘ – der beste Riffrocker des Jahres – die Troggs wie auch Black Sabbath; das unwiderstehliche ‚Drei Mann im Doppelbett‘ verbindet einen einfachen Pubchant mit einer großartigen Synthesizermelodie; und das semisoulvolle ‚Out in the Streets‘ mit seinem Boulevard-Akkordeon und der alten Hammondorgel ruft die nachdenkliche Atmosphäre von Bob Dylans/The Bands ‚Basement Tapes‘ zurück ins Gedächtnis. Rockfans sollten rennen, nicht laufen, um sich diese Platte zu kaufen.“

## Trivia
- Die Record-Release-Party fand im Oktober 1983 in Großenkneten statt. Es wurden zahlreiche Journalisten eingeladen, die gegen den ortsansässigen Fußballverein TSV Großenkneten Fußball spielen mussten. Peter Behrens mimte den Schiedsrichter (rotes Plastikherz anstatt roter Karte); und auch Kralle Krawinkel spielte als Vereinsmitglied mit. Der TSV Großenkneten gewann das Spiel mit 5:1.
- Das instrumentale Lied „W. W. W.“ bedeutet „Wir wolln Watt“ und war ein Beitrag für eine Benefiz-LP von Greenpeace.
- Das Lied Wake Up wurde von Yoko Ono komponiert und war ein Beitrag für eine LP, die ausschließlich Interpretationen von Ono-Songs enthielt. Der Kontakt zu Ono wurde durch den Beatles-Intimus Klaus Voormann geknüpft. Das Lied wurde nur auf der deutschen Pressung von Bye Bye veröffentlicht.